# IC 447
 IC 447  är en reflektionsnebulosa i stjärnbilden Enhörningen.